# 703 Noëmi
A 703 Noëmi egy a Naprendszer kisbolygói közül, amit Johann Palisa fedezett fel 1910. október 3-án.